# Логойский сельсовет
Лого́йский сельсове́т (бел. Лагойскі сельсавет) — административная единица на территории Логойского района Минской области Беларуси. Граничит с Гайненским, Острошицким, Швабским сельсоветами Логойского района, а также со Смолевичским районом.

## История
12 сентября 2007 года посёлок Луцевщина вошёл в состав города Логойск.

## Состав
Логойский сельсовет включает 25 населённых пунктов:
- Августово — деревня.
- Вераги — деревня.
- Гаище — деревня.
- Гостиловичи — агрогородок.
- Желудовщина — деревня.
- Загорье — деревня.
- Заозерье — деревня.
- Замосточье — деревня.
- Зеленый Луг — деревня.
- Знаменка — деревня.
- Карцовщина — деревня.
- Косино — агрогородок.
- Логожеск — посёлок.
- Мачужичи — деревня.
- Михалово — деревня.
- Нивки — деревня.
- Пархово — деревня.
- Понизовье — деревня.
- Рудня — деревня.
- Свидно — деревня.
- Слаговище — деревня.
- Силичи — деревня.
- Терховичи — деревня.
- Черный Лес — деревня.
- Черняховский — посёлок.

## Производственная сфера
- РУП «Беларуснефть-Минскоблнефтепродукт» филиал СК «Логойский»
- ОАО «Косино»
- ООО «Евростан»
- СП ООО «Паркерпласт»
- ООО «Вега»
- ООО «Несята»
- Кооператив «Бытовик»
- ООО «Терравита»

## Социально-культурная сфера
- Учреждения образования: ГУО «Гостиловичская средне образовательная школа», ГУО « Косинская СОШ»
- Дошкольные учреждения: Косинский детсад, Гостиловичский детский сад, ГУО «Августовский УПК детсад-начальная школа»
- Культура: Косинский, Гостиловичский сельский Дом культуры; Гостиловичская, Косинская библиотека
- Здравоохранение: Косинский ФАП, Августовская амбулатория